# Генриетта Екатерина Ангальт-Дессауская
Генриетта Екатерина Агнесса Ангальт-Дессауская (нем. Henriette Katharina Agnes von Anhalt-Dessau; 5 мая 1744, Дессау, княжество Ангальт-Дессау, Священная Римская империя — 15 декабря 1799, там же) — немецкая принцесса из дома Асканиев, урождённая принцесса Ангальт-Дессауская, канонисса Херфордская; в замужестве — баронесса фон Лоэн, владелица Каппельна и Текленбурга.

## Биография
Принцесса Генриетта Екатерина Агнесса — дочь принца Леопольда II Максимилиана Ангальт-Дессауского от брака с принцессой Гизелой Агнессой Ангальт-Кётенской, дочерью принца Леопольда Ангальт-Кётенского.
В возрасте шести месяцев принцесса была возведена в канониссы Херфордского аббатства, доход от которого должен был обеспечивать её всю жизнь. Особенно тесные отношения у принцессы Агнессы установились с родными сёстрами принцессой Марией Леопольдиной и принцессой Казимирой. Она сопровождала их в Детмольд, где обе принцессы вышли замуж. Как старшая сестра, принцесса Агнесса приняла на себя обязанности хозяйки при дворе в Дессау, пока её брат, принц Леопольд III, не женился. Затем она вернулась в Детмольд, а после смерти обеих сестёр — в Херфордское аббатство.
В особняке Босфельд в Реда-Виденбрюке 26 октября 1779 года принцесса Агнесса сочеталась браком с гофмаршалом, бароном Иоганном Йостом фон Лоэном (1737—1803), правителем Каппельна и Текленбурга, сыном барона Иоганна Махаэля фон Лоэна. Её свекровь приходилась двоюродной сестрой матери немецкого поэта Иоганна Вольфганга фон Гёте.
С 1795 года принцесса Агнесса и барон Иоганн Йост проживали в Дессау и уделяли большое внимание общественной жизни города. Они находились в дружеских отношениях с родственниками Гёте. В браке принцессы и барона родились сын и дочь: барон Фридрих фон Лоэн, ставший маршалом при дворе в Дессау и баронесса Агнесса фон Лоэн, которая сочеталась браком с графом Генрихом Эрнстом Леопольдом фон Зеерр-Тосс.